# Sportphilosophie
Sportphilosophie ist ein Teilbereich der Sportwissenschaft und fasst verschiedene philosophische Forschungsrichtungen zusammen, die sich mit dem Thema Sport auseinandersetzen und dessen Wesen, Funktion und Besonderheiten untersuchen. Hierzu gehört Sportforschung aus ontologischer, historisch-materialistischer, sozialkritischer, handlungsanalytischer und strukturell-ethnologischer Perspektive. Dabei gibt es verschiedene Überschneidungen mit anderen Teilbereichen der Sportwissenschaft, vor allem der Sportsoziologie, Sportpsychologie und Sportethik.

## Ursprung und Sinn von Sport
Die Sportphilosophie sucht u. a. auch nach dem Ursprung und dem Sinn von Sport. Sport hat seinen Ursprung in der Evolution des Lebens, als sich die Fähigkeit entwickelte, die eigene Bewegung willentlich zu steuern. Bereits in der griechischen Antike diente Sport der Steigerung der körperlichen Fitness zu militärischen Zwecken, wie sich insbesondere am Waffenlauf (Hoplitodromos) zeigte. Heute erfüllt Sport darüber hinaus die folgenden Funktionen, die ihm zugleich seinen Sinn geben:
- Im Spitzensport:
  - der Allgemeinheit Vorbilder für die Erbringung von Spitzenleistungen und Resilienz bei Rückschlägen zu präsentieren, die nicht nur im Bereich Sport inspirierend sein können
  - durch die Erfolge, und sogar durch Misserfolge, von einzelnen Sportlern und Vereinen aus der eigenen Region oder Nation eine Identifikation zu stärken
  - durch Berichterstattung über Sportereignisse die Bekanntheit einer Region über diese hinaus zu fördern
  - physiologische und neurologische Erkenntnisse zu fördern, die im Spitzensport besonders auffällig werden können (z. B. bei den Zusammenhängen von Erfolgen und Misserfolgen und der Ausschüttung von Botenstoffen)
  - bei bestimmten Sportarten mit Weltrekorden aufzuzeigen, wo die Grenzen der physiologisch möglichen Leistungen liegen.

Der Spitzensport erlaubt Grundlagenforschung, welche Gene für welche Höchstleistungen besonders günstig sind. So gibt es Gene, die schnell zuckende Muskelfasern bewirken, was Sprintleistungen begünstigt, während Ausdauerläufer von einer schwächeren Wadenmuskulatur zu profitieren scheinen. Gene sind aber nicht allein entscheidend für den sportlichen Erfolg, sie bilden aber das erforderliche Fundament, auf dem Training erst zum Erfolg führen kann. Die Grundlagenforschung beschränkt sich dabei nicht nur auf physiologische Erkenntnisse, sondern umfasst auch psychologische. Beispielsweise erforscht Geir Jordet von der Universität Oslo Drucksituationen anhand von Elfmeterschießen in Fußball-Welt- und Europameisterschaften. Seine Statistiken belegen, dass nur 62 Prozent der Elfmeterschützen treffen, wenn ihr Fehlschuss zu einer Niederlage ihrer Mannschaft führt, während ein Siegtreffer in 92 Prozent der Fälle verwandelt werden kann.
- Im Breitensport:
  - durch Bewegung die körperliche Fitness der Bevölkerung zu verbessern und Krankheiten vorzubeugen
  - die Integration von Zugewanderten durch gemeinsame Sporterlebnisse zu fördern
  - Erfolgserlebnisse/Selbstwirksamkeitserlebnisse zu schaffen, die sich auch auf andere Bereiche motivierend auswirken können
  - besonders bei Mannschaftssportarten und im Kampfsport den fairen Umgang zu trainieren.

Damit liegt der Sinn des Sports nicht im Siegen an sich, sondern in den darüber hinaus gehenden Effekten. Der Sinn eines sportlichen Sieges liegt darin zu Höchstleistungen zu motivieren. Die Beschäftigung mit Sportphilosophie hilft dem Sportler bei der Verarbeitung von Niederlagen. Das wichtigste globale Sportereignis für Sportler mit Behinderungen, die Paralympics zeigen, dass trotz erheblicher Beeinträchtigungen auch Spitzenleistungen möglich sind. Sie geben damit Leistungsanreize für Menschen mit Behinderungen die über den sportlichen Bereich hinauswirken können.

## Definition von Sport
Bei manchen Tätigkeiten ist es umstritten, ob es sich um Sport handelt. Das gilt beispielsweise für Schach, Tischfußball und E-Sport. Für den Tischfußball hat das Finanzgericht Hessen im Jahr 2010 die Sporteigenschaft von Tischfußball mit der Begründung bejaht, dass es eine körperliche, über das ansonsten übliche  Maß hinausgehende Aktivität ist, die durch äußerlich zu beobachtende Anstrengungen oder durch einem persönlichen Können zurechenbare Kunstbewegungen gekennzeichnet ist. Vereine, die sich dem Zweck Tischfußball verschrieben haben, können deshalb als gemeinnützig anerkannt werden.
Der ehemalige Fußballprofi Christoph Kramer (Weltmeister 2014) betont, dass der Sieg in einem Spiel nicht immer auf der besseren Leistung beruht, sondern glückliche Zufälle eine wichtige Rolle spielen können. Gerade diese Zufallskomponenten trügen zum Reiz von Fußball bei.

## Chancengerechtigkeit
Auch bei der Zulassung von Sportlern mit Prothesen bei Wettbewerben für nicht behinderte Sportler bestehen sportphilosophische Fragestellungen hinsichtlich der Berücksichtigung möglicher Vor- und Nachteile von Prothesen. Einerseits soll die Inklusion von Sportlern mit Behinderungen gefördert werden. Andererseits bestehen ethische Konflikte, wenn die Zulassung von Vorteil verschaffenden Prothesen Anreize gibt körperliche Einschränkungen herbeizuführen. Öffentliche Diskussionen hierzu wurden bei dem südafrikanischen Sprinter und Olympiateilnehmer Oscar Pistorius und dem deutschen Sportler Markus Rehm geführt.
Eine sportphilosophische Frage beschäftigt sich damit, in welchen Sportarten Männer und Frauen aus Chancengleichheitsgründen getrennt in Wettbewerbe treten sollten und in welchen Sportarten es nicht auf geschlechtsspezifische Unterschiede ankommt. Dabei führt schon die Untersuchung, bei welchen Sportarten geschlechtsspezifische Leistungsunterschiede bestehen, zu Erkenntnissen in der Grundlagenforschung. Bei Ausdauersportarten sind die Fähigkeiten von Frauen in bestimmten Situationen Schmerzen länger ertragen zu können und Fettreserven effizienter zu nutzen begünstigende Vorteile. Das zeigt sich im Vergleich der Leistungsdifferenzen zwischen Männern und Frauen bei Laufdistanzen: Während auf der Distanz von 5 Kilometer Laufstrecke männliche Spitzensportler 17,9 Prozent schneller laufen als Frauen, liegt die Differenz bei Marathondistanzen bei 11,1 Prozent und sinkt bei 100-Meilenläufen auf 0,25 Prozent. Bei Läufen mit 195 Meilen Laufstrecke ist die Spitzengruppe der Frauen bereits 0,6 Prozent schneller als die der Männer.
Sportphilosophische Fragen stellen sich auch in Fällen, wo Spitzensportlerinnen bei Schwangerschaften Nachteile bei bestehenden Sponsoringverträgen hinnehmen müssen oder ob von intersexuellen Sportlerinnen die medikamentielle Herabsenkung ihres Testosteronspiegels verlangt werden kann, damit sie bei Frauenwettbewerben zugelassen werden können. Letzteres hat der Internationale Sportgerichtshof im Jahr 2019 von der intersexuellen 800-Meter-Läuferin Caster Semenya verlangt.
Bestimmte ethnische Zugehörigkeiten scheinen für manche Sportarten Vorteile mit sich zu bringen. Gerade Weltmeisterschaften und Olympische Spiele zeigen, dass diese Unterschiede nicht so groß sein können, dass eine andere ethnische Abstammung Siege unmöglich macht.

## Doping
Zu Beginn der Olympischen Spiele der Neuzeit gab es keine Dopingverbote. Es galt das Prinzip der Selbstverantwortlichkeit. Erst mit zunehmenden Einsatz von Dopingmitteln und den damit verbundenen gesundheitlichen Verfahren wurde klar, dass Doping dem Sinn des Sports, die Gesundheit zu fördern, entgegenwirkt. Zudem stellten sich Gerechtigkeitsfragen, weil gedopte Sportler einen erheblichen Wettbewerbsvorteil gegenüber nicht gedopten Sportlern erlangen konnten.
Trotz der mittlerweile bekannten erheblichen gesundheitlichen Gefahren des Dopings ergaben wiederholte Befragungen von Spitzensportlern, dass über 50 Prozent von ihnen bereit wären, innerhalb der kommenden fünf Jahre zu sterben, wenn ihnen die Einnahme eines Dopingmittels eine olympische Goldmedaille einbringen könnte (Goldmann-Paradoxum).

## Sport und politische Funktionen
Die Veranstaltung von im weitesten Sinne sportlichen Wettkämpfen, vor allem Wagenrennen und Gladiatorenkämpfe, wurden bereits in der römischen Antike auch politisch genutzt. Zum einen gehörte die Darbietung zum Kanon der von der Bevölkerung erwarteten Daseinsfürsorge (Euergetismus), zum anderen steigerte die Finanzierung und Organisation die Beliebtheit von Politikern. In der Römischen Republik diente dies auch der Mobilisierung von Wählerstimmen. In der römischen Kaiserzeit kam es nicht mehr auf die Mobilisierung von Wählerstimmen an, sondern auf die Beschäftigung der städtischen Bevölkerung als Kompensation für fehlende politische Mitwirkungsmöglichkeiten (Panem et circenses). Da sich bereits in dieser Zeit Fangruppen zusammenfanden, die gegeneinander Hooliganverhalten zeigten, bargen diese Veranstaltungen aber auch ein destabilisierendes Potential. Im Einzelfall konnten sich Fangruppen auch verbünden und sich gegen die staatliche Ordnung richten (zum Beispiel im Nika-Aufstand).
Auch heute wird strittig diskutiert, ob Sport unpolitisch sein soll oder sein kann. Zum einen wird darauf verwiesen, dass Politik die Aushandlung, Abmachung, Festlegung und Basis gemeinsamer Regeln und Werte habe, deshalb stark wertebestimmt sei und auf Frieden und Gleichwertigkeit aller Menschen beruhe. So habe Sport seine Bedeutung als gesamtgesellschaftliches, transnationales und identitätsstiftendes Projekt Zum anderen wird aber problematisiert, dass der Sport diesen Absichten nicht immer voll gerecht würde. Als historische Beispiele globaler Sportereignisse, die von diktatorischen Regimen instrumentalisiert wurden, werden die Olympischen Spiele von 1936 in Berlin und die Fußballweltmeisterschaft von 1978 in Argentinien genannt. Heutige Beispiele kritisieren aus diesen Gründen die Vergabe der Fußballweltmeisterschaft von 2018 nach Russland, der Fußballweltmeisterschaft 2022 nach Katar und der Olympischen Spiele im Jahr 2022 nach Peking und auch von einzelnen Spielen der Fußballeuropameisterschaft von 2020 (wegen der Coronakrise im Jahr 2021 durchgeführt) nach Ungarn, wegen der homophoben Politik der ungarischen Regierung. Bei der Fußballweltmeisterschaft stand auch die Verwendung der Regenbogenfarbe als Symbol für sexuelle Diversität als Fanflaggen und Kapitänsbinden in der Diskussion. Zum einen wurde betont, dass damit die gleichen Werte vertreten würden, wie sie dem Sport zugeschrieben würden, zum anderen wurde sie als unzulässiges politisches Symbol aufgefasst. Nachdem ungarische Ordner Regenbogenfarben niederländischen Fans abgenommen hatte, stellte die UEFA klar, dass sie die Regenbogenfahne für unpolitisch halte und diese im Einklang mit der Equal Game Kampagne stünde.
Selbst in demokratischen Staaten werden von Nationalmannschaften getragene Mannschaftssportarten unterschiedlich bewertet. Die von dem im Jahr 1990 von dem gerade wiedervereinigten Deutschland gewonnene Fußballweltmeisterschaft gilt als Musterbeispiel eines die gemeinsame Identität stiftenden Impulses. Dagegen wird vereinzelt von Politikern der Grünen nach Herkunft zusammengesetzte Nationalmannschaften kritisiert, da nationale Gemeinschaftsgefühle gefährlich seien. Dagegen betont der Tennisspieler Alexander Zverev, dass man als Medaillengewinner bei Olympia nicht nur für sich, sondern auch für sein Land spiele, weshalb ihm ein Olympiasieg mehr bedeute als ein Sieg in Wimbledon.
Regelmäßig in der Diskussion befinden sich auch nach Staatsangehörigkeit unterteilte Medaillenspiegel. Es wird u. a. kritisiert, dass diese nationalistische Gefühle verstärken könnten, während die Gegenposition darauf verweist, dass Medaillenspiegel zur Erkenntnis über die Leistungsfähigkeit und Effizienz der Spitzensportförderung der Staaten beitragen.
Allgemein anerkannt sind internationale sportliche Großereignisse als Anlässe zwischen Staaten mit starken Interessensgegensätzen wieder in Gespräche zu kommen ("Ping-Pong-Diplomatie").

## Nachhaltigkeit
In den Bereich Sportphilosophie fallen auch Diskussionen über die Nachhaltigkeit von Investitionen und weiteren Aufwendungen für sportliche Großereignisse. Zum einen geht es um angemessene Nachnutzungen von Einrichtungen nach Beendigung der sportlichen Großereignisse, zum andern um die Umweltverträglichkeit bei der Durchführung dieser Großereignisse.

## Sonstige sportphilosophische Fragen
Zu den sportphilosophischen Fragen gehören auch Bekleidungsge- und verbote, beispielsweise ob im Frauen-Beachvolleyball kurze Bikinihöschen vorgeschrieben werden dürfen oder mehr Wahlfreiheit gegeben werden soll. Dabei kommt es darauf an abzuwägen, ob die Gründe für bestimmte Bekleidungsvorschriften gewichtig genug sind, die Wahlfreiheit einzuschränken.
Ethische Erwägungen, die dem Tierwohl dienen, wurden bei den Olympischen Spielen in Tokio für das Reglement des Modernen Fünfkampfs diskutiert, bei dem den Reitern die Pferde zugelost wurden, was als Quelle der Überforderung für die Pferde angesehen wird.
Eine sportethische Dimension hat auch die Diskussion, ob im Fußball Maßnahmen ergriffen werden sollen, die Zahl von Kopfbällen zu reduzieren, auf Erwachsene zu beschränken oder sogar ganz zu verbieten, weil Studien eine Relation von Kopfballhäufigkeit und Demenzrisiko feststellen. Auch Mixed-Martial-Arts-Kämpfe werden wegen der hohen akuten Verletzungsgefahr und möglicher Spätfolgen kritisch diskutiert. Medizinische Studien haben nachgewiesen, dass mehr als 40 Prozent der ehemaligen Boxer unter den Folgen von Hirnschäden leiden ("Boxersyndrom"). Das damit verbundene Risiko unter motorischen Einschränkungen, chronischen Kopfschmerzen, Depressionen und sogar Demenz zu leiden, steigt mit der Länge der Karriere. Kritisch diskutiert wird auch die Teilnahme von schwangeren Sportlerinnen an Hochleistungswettkämpfen.
Nach dem Unfalltod der Bergsteigerin Laura Dahlmeier wurden die besonderen Gefahren des Bergsteigens im Hochgebirge auch mit dem großen Freiheitsgefühl abgewogen, das Bergsteiger empfinden können.